# Степан Дзюба

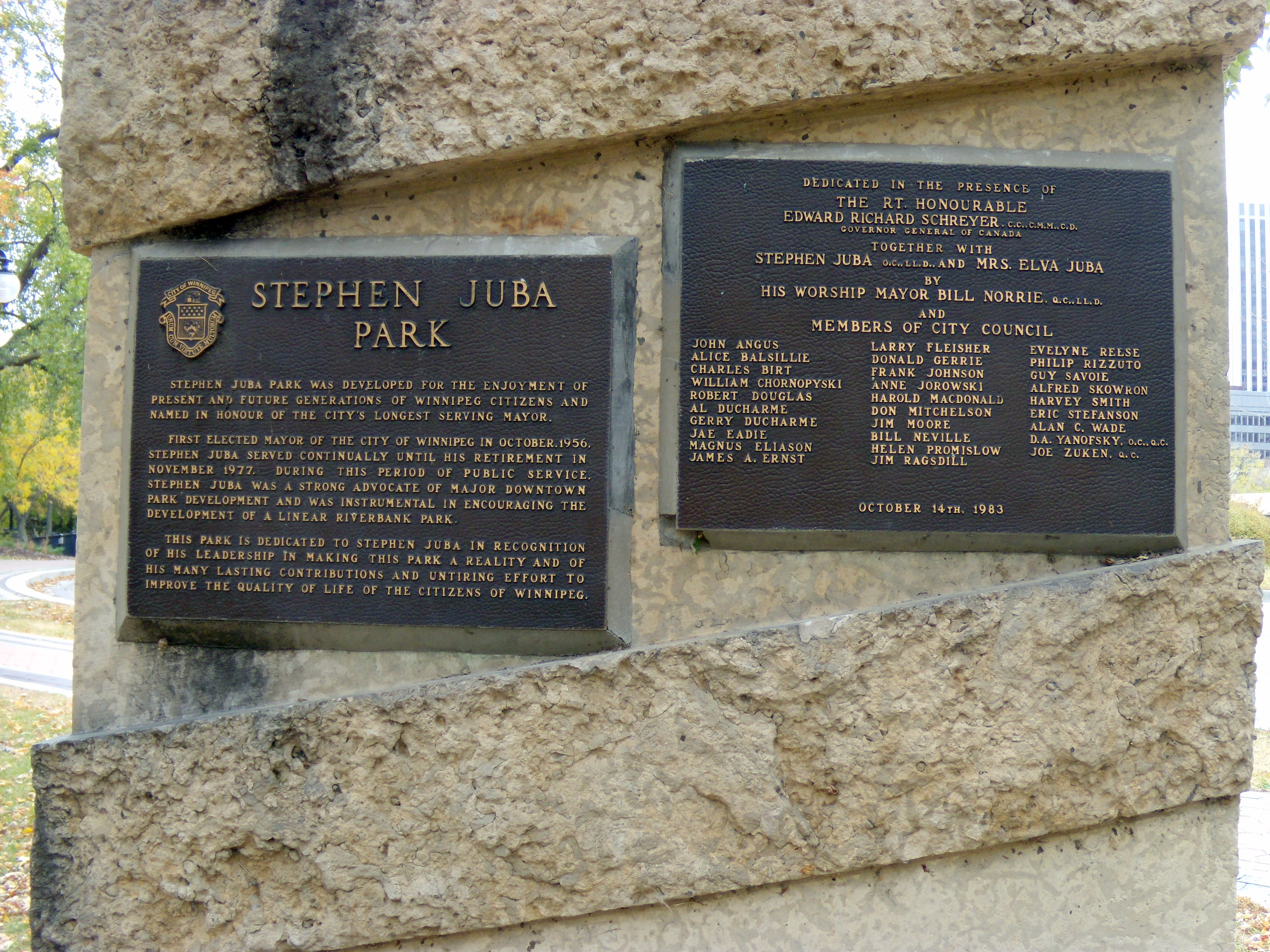
Меморіальна дошка у парку Дзюби

Степа́н Дзю́ба  (англ. Stephen Juba, 1 липня 1914, Вінніпег — 2 травня 1993, там само) — український промисловець і політичний діяч у Канаді. Нагороджений Орденом Канади (1971). Посол парламенту провінції Манітоба, міський голова Вінніпегу.

## Життєпис
Навчався в коледжі (1933—1935). У 1930-х рр. заснував дистрибуційну фірму у Вінніпезі, від 1945 — президент компанії «Keystone Supply». 1953—1959 — посол до провінційного парламенту Манітоби. 1957—1977 — мер Вінніпега. Ініціатор споріднення Вінніпега і Львова (1973). Почесний член Клубу українських професіоналістів і бізнесменів (Едмонтон).

## Вшанування пам'яті
1984 року у Вінніпезі відкрито парк Степана Дзюби.